# 黑石鮰
黑石鮰為輻鰭魚綱鯰形目北美鯰科的其中一種，分布於美國佛羅里達州至密西西比州、路易斯安納州的淡水流域，體長可達15公分，棲息在植被生長、沙石底質的溪流。

## 擴展閱讀
維基物種上的相關：黑石鮰